# Mała Wieś (Radomsko)
Pour les articles homonymes, voir Mała Wieś.
Mała Wieś est une localité polonaise de la gmina de Żytno, située dans le powiat de Radomsko en voïvodie de Łódź.